# Гаврило Ковалевський
Гаври́ло Григо́рович Ковале́вський (*?, Вільшана — †1678) — український військовик доби Гетьманщини. Генеральний осавул в уряді гетьмана Юрія Хмельницького (1677-1678), кальницький полковник (1665-1667, 1669-1671, 1674-1677).

## Життєпис
Син Григорія Ковалевського (? — після 1659) — шляхтича з містечка Вільшани (нині — Звенигородський район Черкаської області), військового осавула. Брат Івана Ковалевського (? — 1669) — сподвижника та свояка Богдана Хмельницького, генерального осавула.
Вперше згаданий у Реєстрі 1649 як військовий товариш Рогізненського куреня Краснянської сотні Брацлавського полку. Брав участь у Визвольній війні 1648-1657 та подіях Руїни.
1665 призначений кальницьким полковником замість Василя Лобойка. Очолював полк у боях проти війська Речі Посполитої. 1667 поступився пірначем В. Лобойкові. Вдруге обіймав посаду полковника у 1669-1671 роках, втретє — у 1674-1677. Після капітуляції гетьмана Петра Дорошенка підтримав Юрія Хмельницького, отримав уряд генерального осавула в його війську. 1678 страчений за наказом гетьмана після поразки другого Чигиринського походу.